# Wim Schepers
Wim Schepers (Hoogstraten, 25 settembre 1943 – Hoogstraten, 25 settembre 1998) è stato un ciclista su strada olandese, professionista dal 1966 al 1975 e vincitore di due frazioni al Giro del Delfinato.

## Carriera
Fu professionista dal 1966 al 1975, vestendo tra le altre le maglie di Caballero, Goudsmit-Hoff e Rokado. Nei dieci anni di attività vinse alcune corse, tra cui due frazioni al Giro del Delfinato 1970, e ottenne svariati piazzamenti: finì infatti quarto all'Amstel Gold Race 1967, secondo al Giro del Belgio 1969 e soprattutto alla Liegi-Bastogne-Liegi 1972, dietro al solo Eddy Merckx. Si classificò secondo anche alla Vuelta a España 1971, a 19 secondi dal vincitore Ferdinand Bracke, ma fu poi squalificato per una positività al doping e penalizzato di dieci minuti, retrocedendo al quindicesimo posto.

## Palmarès
- 1966

Man'x Trophy
3ª tappa Grote Prijs van Nederland
- 1970

2ª tappa, 1ª semitappa Giro del Delfinato
2ª tappa, 2ª semitappa Giro del Delfinato
4ª tappa Quattro Giorni di Dunkerque

### Altri successi
- 1966[1]

Criterium di Bocholtz
- 1968[1]

Criterium di Borgerhout
- 1969[1]

Omloop Mandel-Leie-Schelde
Criterium di Ossendrecht
Criterium di Schinnen
- 1971[1]

Criterium di Simpelveld

## Piazzamenti

### Grandi Giri
- Tour de France

1967: 25º
1968: ritirato (12ª tappa)
1970: ritirato (5ª tappa-2ª semitappa)
1972: fuori tempo (9ª tappa)
1973: ritirato (8ª tappa)
Vuelta a España
1971: 15º

### Classiche monumento
- Milano-Sanremo

1972: 62º
- Giro delle Fiandre

1967: 81º
1968: 39º
1972: 35º
- Parigi-Roubaix

1971: 19º
1972: 28º
- Liegi-Bastogne-Liegi

1967: 14º
1968: 6º
1969: 5º
1971: 16º
1972: 2º
1973: 14º

### Competizioni mondiali
- Campionati del mondo

Nürburgring 1966 - In linea Professionisti: ritirato
Heerlen 1967 - In linea Professionisti: 22º
Imola 1968 - In linea Professionisti: ritirato
Zolder 1969 - In linea Professionisti: ritirato